# Архипово (Щучанський район)
Архи́пово (рос. Архипово) — присілок у складі Щучанського району Курганської області, Росія. Входить до складу Піщанської сільської ради.
Населення — 44 особи (2010, 67 у 2002).
Національний склад станом на 2002 рік: росіяни — 99 %.